# Œuvre libre
Pour les articles homonymes, voir Publication libre.
Ne doit pas être confondu avec Libre de droits.
 (octobre 2020).
Si vous disposez d'ouvrages ou d'articles de référence ou si vous connaissez des sites web de qualité traitant du thème abordé ici, merci de compléter l'article en donnant les références utiles à sa vérifiabilité et en les liant à la section « Notes et références ».

Logo œuvres culturelles libres

Une œuvre libre, ou un contenu libre, est une œuvre de l'esprit (ce qui implique sa soumission au droit d'auteur) dont la diffusion et la modification sont libres. Ces œuvres sont notamment des images, des textes, de la musique et des logiciels dont chacun peut distribuer autant de copies qu'il le souhaite, et aussi les modifier pour les améliorer.
Cela ne signifie pas pour autant que ces œuvres ne sont pas soumises au droit d’auteur. Ces droits sont accordés par les auteurs dans une licence dite licence libre ou licence de libre diffusion, ces dernières étant également appelées licence ouverte, en fonction des droits cédés. Ces libertés données aux utilisateurs dans la réutilisation des œuvres (usage, étude, modification, diffusion ou non à but commercial) sont souvent associées à des obligations (citer l'auteur original, maintenir la licence originale du contenu réutilisé) ou des restrictions (pas d'usage commercial, interdiction de certains médias) choisies par l'auteur.
Il existe tout un menu de licences standardisées proposant des options variées permettant aux auteurs de choisir le type de réutilisation de leur travail qu’ils souhaitent ou non autoriser (par exemple les licences dites Creative Commons).

## Œuvre libre et logiciel libre
La notion d'œuvre libre est apparue à la suite de celle de logiciel libre et en constitue une extension. Les œuvres sous licence libre découlent directement des mêmes principes que ceux instaurés par le logiciel libre. En revanche, les œuvres sous licence ouverte constituent un schisme par rapport à l'idée originale de licence libre. En effet, l'idée originale derrière le concept de logiciel libre était de rendre indépendantes les personnes jouissant d'une œuvre de la volonté des détenteurs des droits sur cette œuvre. En d'autres termes, l'œuvre libre a pour dessein de rendre à l'utilisateur sa pleine maîtrise de l'œuvre, contrairement à l'œuvre non libérée (dite souvent propriétaire ou privatrice), que le public n'est pas autorisé à moduler ou modifier. Dans les licences ouvertes, l'objectif est autre, ce qui se traduit notamment par les différences suivantes :
- ne pas inclure le droit de modifier l'œuvre ;
- pouvoir exclure également l'utilisation commerciale.

En revanche, le droit de redistribution est unanimement considéré comme discriminant aussi bien pour les œuvres sous licence dites libre que sous licence dite ouverte.
Cette proximité dans le vocabulaire et les méthodes porte largement à confusion, et entraîne de nombreux débats houleux sur « la liberté du mot libre ». Ainsi on ne parlera de logiciel libre que pour des logiciels sous licence libre, mais il est courant de voir utilisée l'expression musique libre pour des œuvres musicales sous une licence ouverte, mais non libre. Leur but est de faire partager ce qu'ils aiment ou ce qu'ils veulent changer dans quelque chose[pas clair].

## Exemples
En matière informatique, la licence de documentation libre GNU (de l'anglais GNU Free Documentation License, abrégée GFDL), conçue pour la documentation des logiciels libres, et dont l'utilisation est ensuite plus large.
Dans le secteur artistique, il existe plusieurs licences de musique libre ou d'images libres, parmi lesquelles la licence Art Libre et la licence Against DRM 2.0.
D'autres licences sont communes à plusieurs domaines.
Les licences Creative Commons offrent ainsi un jeu d'ajout d'options permettant d'autoriser ou d'interdire une de ces quatre options :
- Attribution (paternité de l’auteur initial) : choix obligatoire en droit français ;
- Non Commercial (interdiction de faire usage de l’œuvre dans un contexte commercial) ;
- No derivative works (interdiction de modifier ou d’intégrer tout ou partie dans une œuvre composite (sampling impossible)) ;
- Share alike (obligation de rediffuser sous la même licence).

On peut citer en exemple le livre jeunesse Ada & Zangemann qui est sous licence libre Creative Commons CC-BY-SA (Attribution - Partage dans les mêmes conditions).
La licence libre « penserpouragir » offre deux options : « document de point de vue », qui exige que l'on ne déforme pas la parole de l'auteur, et « document de référence », avec laquelle on peut mettre à jour des données et des informations. L'utilisation commerciale du document est limitée et les travaux dérivés sont autorisés s'ils sont republiés avec une « licence compatible ». Ici, les deux licences sont ouvertes mais aucune n'est libre.
En 1957, Jean Giono écrit au conservateur des Eaux et Forêts de Digne, Monsieur Valdeyron, au sujet de L’Homme qui plantait des arbres (1953) : « J'ai donné mes droits gratuitement pour toutes les reproductions. »

## Autres développements
La mouvance altermondialiste s'est retrouvée dans certaines valeurs véhiculées par la notion d'œuvre libre et cherche à promouvoir des licences politiquement plus compatibles avec les idéaux de biens communs, de non-marchandisation des ressources, tant matérielles qu'intellectuelles[réf. nécessaire].
La notion récente de création équitable tente quant à elle d'étendre ces concepts à l'économie de la création.
En matière économique, le Wall Street Journal lui-même a consacré un article au modèle économique des contenus libres et son avenir probablement pérenne dans le contexte de la baisse généralisée des coûts informatiques (février 2009).